# Kootharajanahalli, Chintamani
Kootharajanahalli là một làng thuộc tehsil Chintamani, huyện Chikkaballapur, bang Karnataka, Ấn Độ.